# اوزبوی

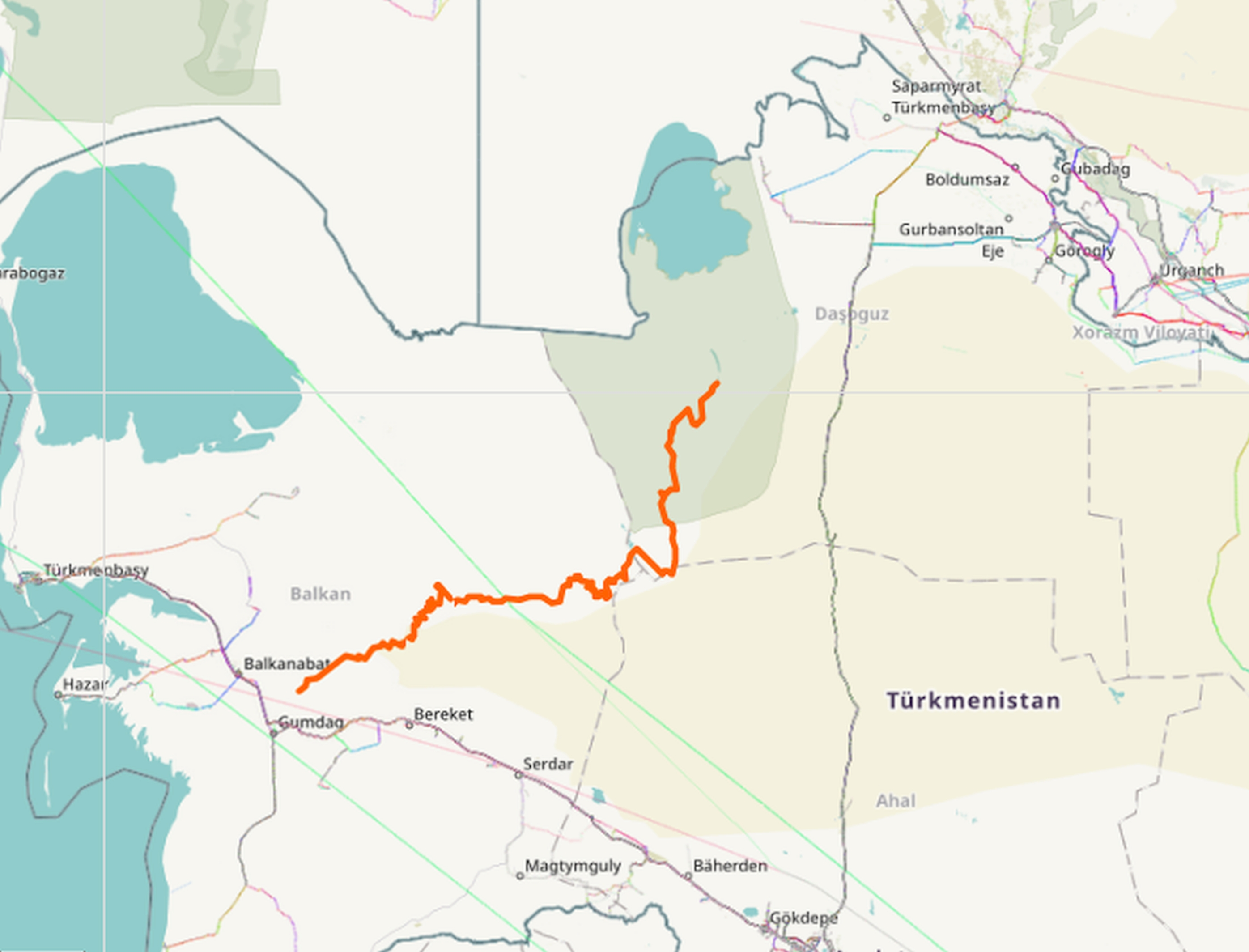
بستر رودخانه اوزبوی فعلی در ترکمنستان

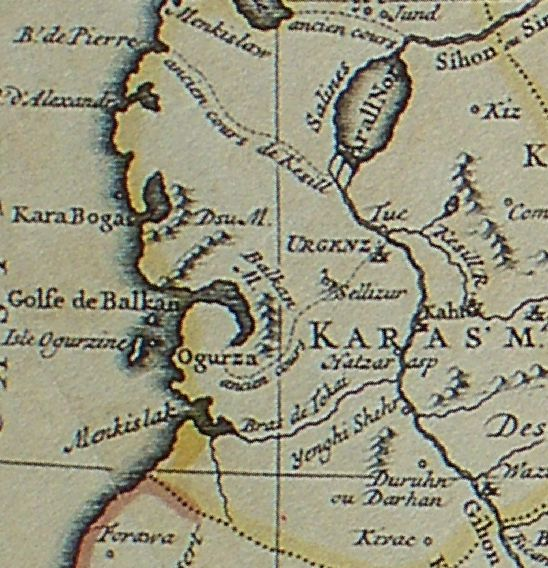
اوزبوی (در این نقشه با نام Bras de Tokai) که از آمودریا به دریای خزر می‌ریخت، در محدوده خانات خیوه (خوارزم)، در نقشه ۱۷۳۴ فرانسه نشان داده شده‌است.

اوزبوی (گاهی اوزبوج) یکی از شاخابه‌های آمودریا بود که در قسمت شمال غربی بیابان قره‌قوم ترکمنستان تا سده هفدهم میلادی جریان داشت. این رود در آن زمان ناگهان خشک شد و جمعیت کشاورزی را که در امتداد سواحل آن می‌زیستند پراکنده کرد. ناحیه رود اوزبوی بخشی از منطقه باستانی داهستان بوده‌است.
اوزبوی که اکنون به صورت یک کانال رودخانه خشک و کانونی برای کاوش‌های باستان‌شناسی است، حدود ۷۵۰ کیلومتر (۴۷۰ مایل) جریان داشت. بستر آن از شاخه ای از رودخانه آمودریا از طریق دریاچه ساری‌قمیش تا دریای خزر ادام می‌یافت. یک تمدن رودخانه ای دست‌کم از سده پنجم قبل از میلاد تا سده هفدهم پس از میلاد در کنار این رودخانه وجود داشت تا این‌که آبی که اوزبوی را تغذیه می‌کرد ناگهان از مسیر اصلی آمودریا خارج شد. اوزبوی خشک شد و قبایلی که در کرانه‌های رودخانه ساکن بودند ناگهان پراکنده شدند و بازماندگان به بیابان‌نشینان کوچ‌نشین تبدیل شدند.
در اوایل دهه ۱۹۵۰، کار ساخت‌وساز برای ساخت یک کانال آبیاری بزرگ تقریباً در امتداد بستر پیشین رودخانه اوزبوی آغاز شد. با این حال، این پروژه به زودی پس از مرگ ژوزف استالین در سال ۱۹۵۳ رها شد. بعدها، کانال قره‌قوم در مسیری کاملاً متفاوت، بسیار جنوبی‌تر، ساخته شد.
دره‌وار اوزبوی در مریخ به نام این رودخانه نام‌گذاری شده‌است.

## شرح گلوخوفسکی
الکساندر ایوانوویچ گلوخوفسکی در سال ۱۸۹۳ نوشت که به نظر می‌رسید رودخانه آمودریا تا قرن نهم پس از میلاد و دوباره بین سال‌های ۱۲۲۰ و ۱۵۷۵ از طریق رودخانه اوزبوی به دریای خزر می‌ریخته‌است.
در زمان‌های مختلف گذشته، یک یا چند شاخه از آمودریا از دلتای خوارزم جدا شده و به سمت غرب به دریاچه آب شیرین ساری‌قمیش می‌ریخت. این آب تا حدود ۱۷۵ کیلومتر توسط رودخانه اوزبوی به سمت جنوب برده می‌شد تا به نزدیک ایگدی و از آنحا تغییر جهت داده و حدود ۲۹۰ کیلومتر به سوی غرب جریان می‌یافت تا این‌که در خلیج کراسنوودسک از طریق باتلاق‌های نمکی بالا-ایشم به دریای خزر می‌رسید.
در این مسیر یک آبشار بزرگ وجود داشت و مکانی به نام «دهان شیر» و در یک نقطه رودخانه برای مسافتی به زیر زمین ناپدید می‌شد.

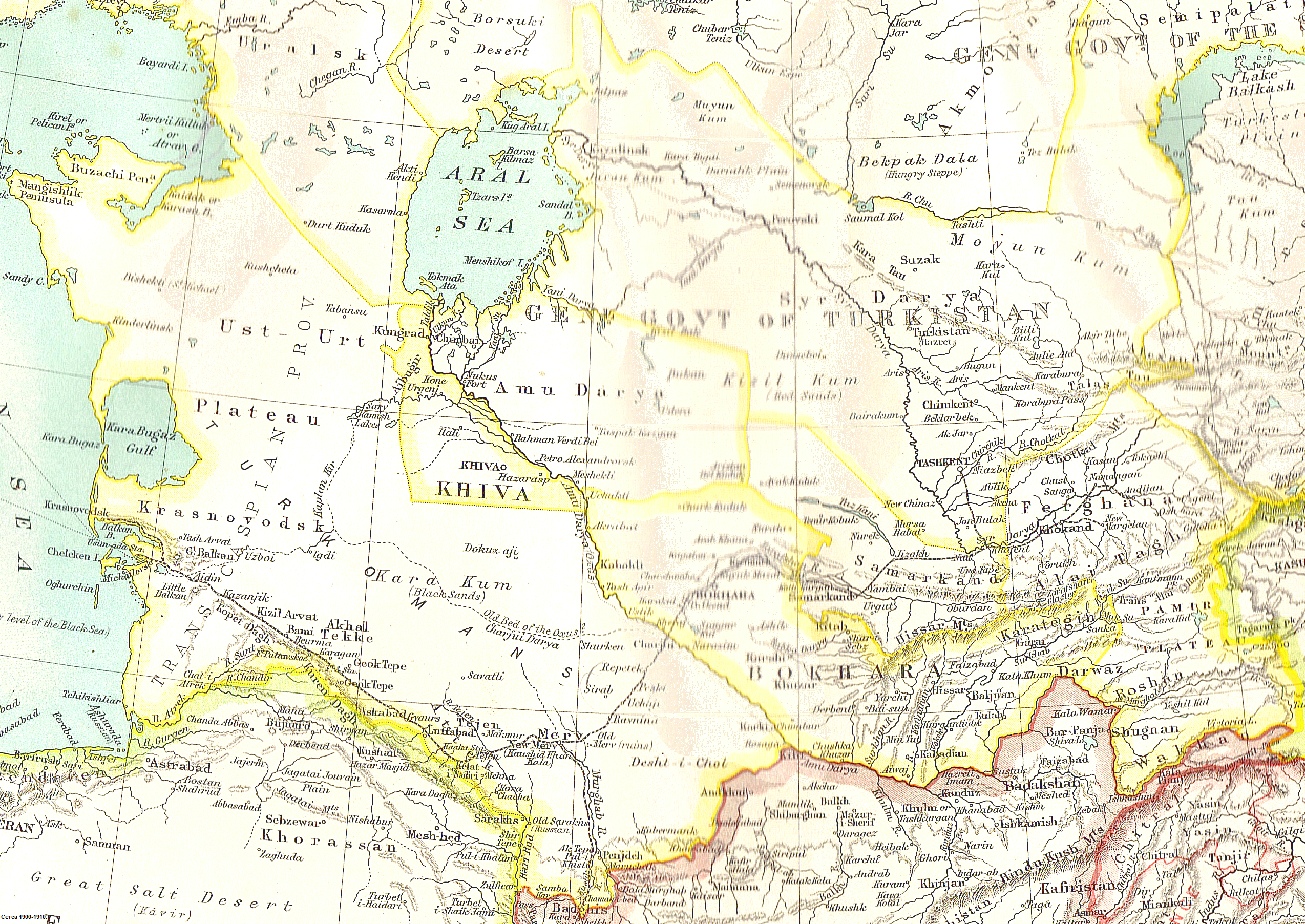
نقشه ۱۹۰۳ که بستر قدیمی آمودریا را نشان می‌دهد.

همه جغرافی‌دانان، از یونانیان باستان تا مسلمانان اولیه، گزارش کرده‌اند که آمودریا به دریای خزر می‌ریخته‌است، هرچند گزارش‌های آنها مبهم است. از قرن ۱۰ تا ۱۳ گزارشی در مورد وجود ریزشگاه آمودریا به خزر وجود ندارد. گمان می‌رود که سدی در نزدیکی پایتخت قدیمی کهنه‌گرگانج ساخته شده و این سد توسط مغول‌ها با غارت شهر در سال ۱۲۲۰ تخریب شده‌است. پس از آن در حدود سال ۱۳۱۰ تا ۱۵۷۵ گزارشی از مصب رود به خزر دیده می‌شود. این احتمال وجود دارد که جریان اصلی از آرال به خزر منتقل شده و باعث بالا آمدن خزر و پایین رفتن آب آرال شده باشد. احتمالاً جمعیت قابل توجهی در امتداد اوزبوی و زمین‌های کشاورزی در باتلاق‌هایی که بعداً در انتهای شمالی دلتای آمودریا قرار داشتند، وجود داشته‌است. به نظر می‌رسد که در حدود سال ۱۵۷۵ شاخه شرقی آمودریا راهی از میان تپه‌ها برای خود باز کرده و باعث انتقال جریان اصلی به دریای آرال شده‌است. همچنین سدی در نزدیکی محوطه قدیمی ساخته شد تا آب باقیمانده را حفظ کند و ترکمن‌هایی را که عادت داشتند به دلتای آمودریا حمله کنند، از محل دور کند. این کار نه تنها اوزبوی را مسدود کرد، بلکه باعث شد تا ساری‌قَمیش به آرامی خشک شود.
پتر کبیر شنید که می‌توان سد را تخریب کرد و آمودریا را به بستر قدیمی خود فرستاد و بدین ترتیب یک آبراه از مسکو به سمت پایین ولگا و از آمودریا به قلب آسیا ایجاد کرد. این امر منجر به تهاجم سال ۱۷۱۷ و رویدادهای دیگر شد. در حدود سال ۱۸۷۹ روسیه گروه‌هایی اکتشافی را برای بررسی دقیق بستر قدیمی فرستاد. گلوخوفسکی فکر می‌کرد که انحراف رودخانه عملی است. یا می‌توان ساری‌قمیش را دوباره پر کرد، که حدود ۱۵ سال طول می‌کشد، یا می‌توان بستر قدیمی رودخانه را پاک کرد و کانالی برای جلوگیری از فرورفتگی ساری‌قمیش ایجاد کرد. برای این کار اوزبوی باید در چندین مکان از شن و ماسه پاک می‌شد و سدهایی نیز در مسیر آن ساخته می‌شد. کل پروژه بین ۱۵ تا ۲۷ میلیون روبل هزینه در برمی‌داشت. (تلاشی برای آغاز پروژه در حدود سال‌های ۱۹۵۰–۱۹۵۳ انجام شد)